# Natal-dwergkameleon
De Natal-dwergkameleon (Bradypodion thamnobates) is een hagedis uit de familie kameleons (Chamaeleonidae).

## Naam en indeling
De wetenschappelijke naam van de soort werd voor het eerst voorgesteld door Lynn R. G. Raw in 1976. De wetenschappelijke soortaanduiding (thamno-bates) betekent vrij vertaald struik-kruiper.

## Uiterlijke kenmerken
Deze soort bereikt een totale lichaamslengte tot ongeveer twintig centimeter, waarvan twee derde bestaat uit de lange staart. De kameleon is te herkennen aan de aan de stekelkam op de rug. Deze gaat vergezeld van enkele rijen stekels links en rechts ervan, maar met name de keelkam is een typisch kenmerk. Deze kam bestaat namelijk niet uit stekels, maar uit kleine huidflapjes. De kam op het achterhoofd steekt iets naar achteren en is meer naar de nek gelegen.
Op de flanken hebben zowel het mannetje als het vrouwtje twee sterk vergrote schubben. De kleuren verschillen behoorlijk omdat deze soort goed van kleur en patroon kan veranderen. De basiskleur is groen, met enkele donkere vlekken op de kop en flanken. Meestal is er een lichtere flankstreep zichtbaar die varieert van lichtgroen tot geel of wit, de keel is witgeel. De kam op het achterhoofd heeft een gele kleur en komt bij beide seksen voor. Omdat deze soort wat kleiner blijft, worden ook wat kleinere prooien buitgemaakt. op het menu staan insecten zoals vliegen en krekels.

## Verspreiding en habitat
Deze soort komt endemisch voor in Zuid-Afrika, en alleen in de provincie KwaZoeloe-Natal. De habitat bestaat uit vochtige tropische en subtropische bergbossen. De kameleon leeft in streken waar het wat droger is en er weinig groene planten voorkomen. De hagedis heeft dan ook een voorkeur voor relatief schrale plekken, terwijl andere soorten kameleons juist graag tussen de dichte begroeiing schuilen. De Natal-dwergkameleon leeft in lagere struiken, en lijkt zich met name op te houden bij door de mens opgeworpen barrières zoals hekwerken, wegen en muren, waar het dier urenlang kan wachten op een prooi.

## Beschermingsstatus
Door de internationale natuurbeschermingsorganisatie IUCN is de beschermingsstatus 'bedreigd' toegewezen (Endangered of EN).